# جحيم النوايا الحسنة
جحيم النوايا الحسنة: نخبة السياسة الخارجيّة الأمريكيّة وانحدار الهيمنة الأمريكيّة هو كتاب من تأليف ستيفن إم. والت، يركز على السياسة الخارجية للحكومة الأمريكية. وفقًا لمركز بلفر للعلوم والشؤون الدولية، يكشف والت عن حقيقة السياسة الخارجية للبيت الأبيض ويجادل بأن الرؤساء الأمريكيين السابقين مثل كلينتون وبوش وأوباما، تجنبوا المساءلة عن الإخفاقات المتكررة لسياساتهم الخارجية. كما يجادل بأن مثل هذه الأخطاء في السياسة الخارجية ساهمت في انتخاب دونالد ترامب رئيسا. في هذا الكتاب، يعرض والت موقفه بشأن السياسة الخارجية للولايات المتحدة، ويقترح على السياسيين الأمريكيين تغيير نهجهم في السياسة الخارجية.

## محتوى
في هذا الكتاب، يستعرض ستيفن إم. والت، أستاذ الشؤون الدولية بجامعة هارفارد، السياسة الخارجية للولايات المتحدة ونتائجها على مدار ربع القرن الماضي. كتب لويد جرين، من موقع الجارديان على شبكة الإنترنت، أن والت يضع مسؤولية ما يجادل به هو انحدار الأسبقة الأمريكية عن سياستها الخارجية، ويدافع عن «إستراتيجية الموازنة الخارجية»، والتي بموجبها تسمح الولايات المتحدة للجهات الفاعلة الإقليمية باللعب من الصراعات الخاصة بهم. تشبه إستراتيجية السياسة الخارجية هذه نهج الرئيس السابق ريتشارد نيكسون. يقول المؤلف إن الولايات المتحدة أنفقت تريليونات الدولارات في الخارج لمحاربة الإرهابيين، في محاولة لتوسيع الديمقراطية، أو ضمان أمن البلدان الأخرى. وهو يعتقد أيضًا أن هذه الاستراتيجيات فشلت في تحقيق هدفها.
يقدم المؤلف تحليلًا للسياسات الخارجية التي تستخدمها إدارات كلينتون وبوش وأوباما. ويواصل القول إن استراتيجيات السياسة الخارجية هذه كانت إخفاقات وتمكن الرؤساء المسؤولون من تجنب المساءلة. يجادل والت بأن الإخفاقات الرئاسية السابقة سهلت محاولة دونالد ترامب ليصبح رئيسًا للولايات المتحدة. يجادل المؤلف بأن السياسات الخارجية للولايات المتحدة في البلدان الأخرى قد تغيرت بمرور الوقت من استخدام القوة العسكرية إلى توسيع الديمقراطية إلى الحفاظ على توازن القوى.
يحدد المؤلف عددًا من استراتيجيات السياسة الخارجية المحتملة المختلفة. يستكشف بعض هذه السياسات، بما في ذلك: الموازنة الخارجية، التي تدعو الولايات المتحدة إلى تركيز قدراتها الخارجية على أوروبا والخليج الفارسي وشمال شرق آسيا، وذلك باستخدام القوى الإقليمية المفضلة للتحقق من صعود القوى المحتملة العدائية؛ وعقيدة نيكسون، وهو موقف أوضحه الرئيس السابق نيكسون، أن كل أزمة لا تستدعي وجود قوات وقوة نيران أمريكية، وأن التدخل الأمريكي يمكن أن يولد الاستياء ورد الفعل في المجتمع الأمريكي. يعلن والت لقرائه حماقة الطموحات الكبرى ويقول إن «فعل شيء ما» قد يكون أكثر تكلفة بكثير من المشاهدة والانتظار. أخيرًا، يقترح والت استراتيجيته الخاصة للسياسة الخارجية. وهو يدافع عن الموازنة الخارجية، والعودة إلى الدبلوماسية، وإعطاء الأولوية للسلام.

## وصلات خارجية
- Stephen Walt (نوفمبر 2011). "Offshore Balancing: An idea whose time has come". فورين بوليسي. مؤرشف من الأصل في 2019-09-02.